# 旭迈杰
旭迈杰（？—1326年），译名又作旭灭杰。元朝大臣，元泰定帝时中书右丞相。
旭迈杰原为晋王也孙铁木儿藩府旧僚。至治三年（1323年）九月，也孙铁木儿即位为泰定帝，任命旭迈杰为宣政院使，十月，拜中书右丞相，奉命至大都（今北京）处死弑杀元英宗的御史大夫铁失及其党羽。后兼阿速卫达鲁花赤。泰定元年（1324年），奏请采纳江浙省臣建议，兴工疏浚吴淞江。又以国家财用匮乏和饥荒，请求泰定帝减少厩马、裁撤卫士，节制赏赐，停止上都营建工程。泰定帝下诏听从。泰定二年（1325年）八月，罢相，不久故去。

## 延伸阅读
[在维基数据编辑]
 《新元史/卷204》，出自柯劭忞《新元史》